# ホイップド・クリーム&アザー・ディライツ
ホイップド・クリーム&アザー・ディライツ (Whipped Cream & Other Delights) は、A&Mレコードよりリリースされたハーブ・アルパートとティファナ・ブラスによる1965年のアルバム。バンドの4枚目のアルバムであり、彼らの人気アルバムの一つ。
このアルバムでは、これまでのメキシコをテーマにした音楽ではなく、主にポピュラー曲のインストルメンタルアレンジをフィーチャーし、「 The Lonely Bull 」以来初めていくつかの主要なポップヒットを生み出した。このアルバムに収録された「Bittersweet Samba」はオールナイトニッポンのテーマ曲として知られている。

## 収録曲
サイド1
1. 「A Taste of Honey」（ボビー・スコット、リック・マーロー）– 2:43
2. 「Green Peppers」（ソルレイク）– 1:31
3. 「Tangerine」（ジョニー・マーサー、ヴィクター・シャーツィンガー）– 2:46
4. 「Bittersweet Samba」（ソルレイク）– 1:46
5. 「Lemon Tree」（ウィルホルト）– 2:23
6. 「Whipped Cream」（ナオミ・ネヴィル） - 2:33

サイド2
1. 「Love Potion No. 9」（ジェリー・リーバーとマイク・ストーラー）– 3:02
2. 「El Garbanzo」（ソルレイク）– 2:13
3. 「Ladyfingers」（トゥーツ・シールマンス）– 2:43
4. 「Butterball」（マイク・ヘンダーソン）– 2:12
5. 「Peanuts」（ルイス・ゲレロ）– 2:09
6. 「Lollipops and Roses」（トニー・ヴェローナ）– 2:27

### 2005年CD再発売版ボーナストラック
1. 「Rosemary」（未発表曲）（アルパート）
2. 「Blueberry Park」（未発表曲）（アルパート）

## その他
このアルバムは米国で600万部以上を売り上げた。ジャケットを飾ったシフォンとシェービングクリームを身に着けた女性はモデルのドロレス・エリクソン。このジャケット写真は彼女が妊娠3ヶ月の時に撮られた。 このジャケットは話題となり、コンサート中に「ホイップクリーム」を演奏しようとすると、観客に「申し訳ありませんが、アルバムカバーは再生できません！」とアルパートが冗談を言う事もあったという。2006年にはこのアルバムのリミックスアルバムが発表された。